# Ânderson Polga
Ânderson Corrêa Polga (ur. 9 lutego 1979 w Santiago) – brazylijski piłkarz występujący na pozycji obrońcy. Mistrz świata z roku 2002.

## Życiorys
Zawodową karierę rozpoczynał w Grêmio Porto Alegre, w którym zadebiutował w 1999. Od 2003 do 2012 był graczem Sportingu. Największymi klubowymi sukcesami w jego karierze są Puchar Brazylii w 2001 i Puchar Portugalii w 2007. W reprezentacji Brazylii w latach 2002–2003 rozegrał 11 spotkań i strzelił trzy bramki. Podczas MŚ 2002 pełnił rolę rezerwowego.
5 września 2012 Polga podpisał kontrakt z Corinthians Paulista. W tym samym roku zakończył karierę.